# Bučina
Bučina är en ort i Tjeckien.   Den ligger i regionen Pardubice, i den centrala delen av landet, 130 km öster om huvudstaden Prag. Bučina ligger 325 meter över havet och antalet invånare är 203.
Terrängen runt Bučina är lite kuperad. Runt Bučina är det ganska tätbefolkat, med 100 invånare per kvadratkilometer. Närmaste större samhälle är Česká Třebová, 18,0 km öster om Bučina. Trakten runt Bučina består till största delen av jordbruksmark.